# 薄壳镜蛤
薄壳镜蛤（学名：Dosinia corrugata），是帘蛤目帘蛤科镜蛤属的一种。主要分布于南海、中国大陆，常出现在潮间带至潮下带泥沙底、生活于浅海泥沙质的海底。